# 제주지방기상청
제주지방기상청(濟州地方氣象廳, Jeju Regional Office of Meteorology)은 제주특별자치도의 기상에 관한 사무를 관장하는 대한민국 기상청의 소속기관이다. 1998년 2월 28일 발족하였으며, 제주특별자치도 제주시 만덕로6길 32에 위치하고 있다. 청장은 서기관 또는 기술서기관으로 보한다.

## 직무
- 관할지역 기상예보의 종합·조정 및 예보자료의 수집·분석
- 관할지역 예보[2]·특보[3]의 생산·통보 및 사후 분석
- 소속기관 예보자료의 생산·지원
- 지역예보기술의 연구개발
- 기상에 관한 상담업무
- 관할지역 기상관측 및 기후정보업무의 지도
- 지역기상관측업무 및 위탁관측업무의 관리
- 지역기상자료의 수집·분배 및 기후자료의 통계
- 지역 기상산업진흥에 관한 사항
- 기상자료의 증명·제공 및 보급
- 기상관측[4]·예보·전산·통신장비의 검정·운영 및 유지·관리
- 지방종합기상정보망의 관리·운영
- 국지기상자료의 전산처리 및 전산기법의 개발
- 기후정보의 생산·보급 및 기상지식의 보급
- 보안·문서관리·인사·예산회계 및 물품·국유재산관리에 관한 사항
- 소속기관에 대한 업무의 지휘·감독

## 연혁
- 1949년 12월 16일: 국립중앙관상대 소속으로 제주측후소 및 서귀포출장소 설치.[5]
- 1963년 2월 12일: 중앙관상대 소속 제주·서귀포측후소로 개편.[6]
- 1970년 7월 18일: 서귀포·제주측후소를 광주지대 소속으로 이관. 제주측후소 소속으로 성산포·대정·한림분실 설치.[7]
- 1978년 4월 15일: 한림분실 폐지.[8]
- 1982년 1월 1일: 광주지방기상대 소속으로 변경.[9]
- 1985년 7월 2일: 성산포·대정분실을 성산포·대정기상관측소로 개편. 서귀포측후소를 제주측후소 소속 서귀포기상관측소로 개편. 제주측후소를 중앙기상대 직속기관으로 변경.[10]
- 1987년 12월 15일: 중앙기상대 소속으로 제주고층레이더측후소 설치. 대정기상관측소 폐지.[11]
- 1990년 12월 27일: 기상청 소속으로 변경.[12]
- 1992년 3월 13일: 제주측후소를 제주기상대로 개편.[13]
- 1998년 2월 28일: 제주기상대를 제주지방기상청으로 승격시키고 서귀포·성산포기상관측소 및 제주고층레이더기상대를 소속기관으로 편입.[14]
- 2000년 7월 27일: 서귀포기상관측소를 서귀포기상대로 개편.[15]
- 2002년 6월 1일: 제주고층레이더기상대를 고산기상대로 개편.[16]
- 2007년 3월 16일: 성산포기상관측소를 성산기상대로 개편.[17]
- 2015년 1월 6일: 서귀포·고산·성산기상대 폐지.[18]

## 관할구역
- 제주특별자치도

## 조직

### 청장
- 기획운영과[19]
- 예보과[20]
- 관측과[19]
- 기후서비스과[20]